# August Strömbäck
Karl August Strömbäck, född 6 september 1855 i Ystad, död 25 april 1886 i Stockholm, var en svensk journalist.
August Strömbäck uppfostrades av en fostermor, gick först i skola i Ystad och började 1871 i Malmö högre elementarläroverk. Sin skolgång finansierade han delvis med privatlektioner. Efter studium av bland annat Henry Thomas Buckle, Viktor Rydberg, Voltaire och Holger Drachmann uppträdde han snart som sina kamraters ledare och hånade öppet kristendomen och den traditionella historieundervisningen. 1874 relegerades han på grund av sina avancerade levnadsvanor och sina för skolans ledning obekväma individualistiska tendenser. Han var 1875–1877 medredaktör i Norra Hallands Tidning Vestkusten och skrev under den tiden även några teaterpjäser. Han tillhörde 1877–1878 redaktionen för Dagens Nyheter och 1878–1882 redaktionen för Nya Dagligt Allehanda. I Nya Dagligt Allehanda var han främst litteraturkritiker, och det var hans snäva bedömning av Carl David af Wirsén, som ledde till att han lämnade redaktionen. Under de följande åren livnärde han sig på diverse korrespondenser till landsortstidningar och översättningar. I Ur dagens krönika framträdde han med uppmärksammade artiklar, bland annat under pseudonymerna Fritz Krook och Scævola. 1883–1885 vistades han i London som korrespondent åt Göteborgs Handels- och Sjöfarts-Tidning, Aftonbladet och Sydsvenska Dagbladet. Han bedrev under den tiden även arkivstudier, som resulterade i Utländska diplomaters minnen från svenska hofvet (1885–1886). Han blev 1886 riksdagsreferent i Stockholms Dagblad men drabbades inom kort av slaganfall och avled. Strömbäck var en påfallande begåvad och kunnig liberal publicist, vars stora receptivitet och slagfärdighet väckte uppmärksamhet. Hans bohemiska livsföring inverakde oftast ofördelaktigt på hans ekonomi, och stärbhuset försattes i konkurs.